# Альбсвинда
Альбсвинда (лат. Albsuinda; VI век) — знатная лангобардка из рода Гаузы, единственная дочь короля лангобардов Альбоина.

## Биография
Альбсвинда известна из нескольких раннесредневековых исторических источников, в том числе, «Истории лангобардов» Павла Диакона и «Книге об архиепископах Равенны» Агнелла Равеннского.
Согласно этим источникам, Альбсвинда была дочерью короля Альбоина от его первого брака с Хлодозиндой, дочерью короля франков Хлотаря I. Она — единственный известный ребёнок Альбоина. Предполагается, что Хлодозинда стала женой Альбоина приблизительно между 556 и 563 годом, а скончалась не позднее 567 года. Альбсвинда же родилась, скорее всего, незадолго до смерти матери. Вероятно сразу же после разгрома лангобардами и аварами королевства гепидов в 567 году Альбоин вступил во второй брак, женившись на дочери гепидского короля Кунимунда Розамунде.
В 568 году ещё малолетняя Альбсвинда вместе со всеми лангобардами покинула Паннонию и переселилась на Апеннинский полуостров. На территории завоёванных итальянских владений Византии Альбоин в следующем году основал новое Лангобардское королевство, просуществовавшее до 774 года.
Однако 28 июня 572 или 573 года Альбоин был убит в Вероне своими приближёнными Хельмегисом и Передеоном. Инициатором убийства короля все средневековые авторы называли Розамунду. Якобы та, оскорблённая предложением Альбоина выпить вина из чаши, сделанной из черепа её погибшего отца, пообещала выйти замуж за Хельмегиса и сделать того королём лангобардов. Однако попытка Розамунды и её соучастников овладеть вакантным престолом была безрезультатна: лангобарды избрали новым королём Клефа.
Опасаясь за свою жизнь, в сопровождении множества гепидов и лангобардов цареубийцы в августе уехали в принадлежавшую византийцам Равенну, где с почётом были приняты экзархом Лонгином. Вместе с собой Розамунда привезла не только казну королей лангобардов, но и свою падчерицу Альбсвинду. Будучи единственным ребёнком Альбоина, та имела значительную политическую ценность, поскольку вступившая с ней в брак персона могла бы претендовать на власть над Лангобардским королевством. Возможно, именно присутствие среди беглецов Альбсвинды позволило Розамунде привести с собой в Равенну лангобардов и гепидов из гарнизона в Вероне.
Однако уже вскоре после прибытия в Равенну Розамунда и Хельмегис погибли, отравив друг друга. По свидетельству средневековых авторов, это произошло из-за интриг равеннского экзарха Лонгина. Оставшаяся полной сиротой Альбсвинда вместе с Передеоном была отправлена в Константинополь ко двору византийского императора Юстина II. Возможно, дочь Альбоина хотели использовать в интересах
византийской дипломатии.
О дальнейшей судьбе Альбсвинды сведений не сохранилось.